# Mehrān Kūshk
Mehrān Kūshk (persiska: مهران کوشک, Mīrān Kush) är en ort i Iran.   Den ligger i provinsen Khorasan, i den östra delen av landet, 700 km öster om huvudstaden Teheran. Mehrān Kūshk ligger 1 449 meter över havet och antalet invånare är 418.
Terrängen runt Mehrān Kūshk är kuperad norrut, men söderut är den platt.Runt Mehrān Kūshk är det mycket glesbefolkat, med 5 invånare per kvadratkilometer. Närmaste större samhälle är Ferdows, 12,7 km sydväst om Mehrān Kūshk. Trakten runt Mehrān Kūshk är ofruktbar med lite eller ingen växtlighet.